# Vullnet Basha
Vullnet Xhevat Basha (Lausana, Cantón de Vaud, Suiza, 11 de julio de 1990), conocido deportivamente como Basha, es un exfutbolista suizo de origen kosovar. Jugaba como centrocampista y desde enero de 2025 es el director deportivo del Wisła Cracovia.

## Trayectoria
Formado en las categorías inferiores del Lausanne Sports debuta con solo dieciséis años en el equipo profesional, donde permanecerá dos temporadas más, para pasar posteriormente por diversos equipos de la Super Liga Suiza como Grasshopper, Neuchâtel Xamax o Sion. De este último fue cedido en verano de 2014 al Real Zaragoza por una temporada. El 23 de julio de 2015 la Sociedad Deportiva Ponferradina hace oficial su fichaje.

## Selección nacional
Fue internacional con Suiza desde la selección sub-18 a la sub-21. En abril de 2013 declaró su intención de jugar con la Selección de fútbol de Albania, haciendo su debut en partido amistoso contra Armenia en agosto de ese mismo año, siendo hasta la fecha el único partido oficial disputado con su selección.

## Clubes
| Club                           | País    | Año       | Partidos | Goles |
| ------------------------------ | ------- | --------- | -------- | ----- |
| F. C. Lausanne Sports          | Suiza   | 2007-2009 | 63       | 4     |
| Grasshopper Zürich             | Suiza   | 2009-2011 | 18       | 0     |
| F. C. Lausanne Sports (cedido) | Suiza   | 2010      | 2        | 0     |
| Neuchâtel Xamax F. C.          | Suiza   | 2011-2012 | 13       | 0     |
| F. C. Sion                     | Suiza   | 2012-2014 | 60       | 0     |
| Real Zaragoza                  | España  | 2014-2015 | 24       | 2     |
| S. D. Ponferradina             | España  | 2015-2016 | 31       | 3     |
| UCAM Murcia C. F.              | España  | 2016-2017 | 23       | 1     |
| Wisla Cracovia                 | Polonia | 2017-2021 | 85       | 4     |
| Ionikos de Nicea               | Grecia  | 2021-2022 | 5        | 0     |
| Wisla Cracovia                 | Polonia | 2022-2024 | 33       | 1     |

## Palmarés

### Títulos nacionales
| Título          | Club           | País    | Año  |
| --------------- | -------------- | ------- | ---- |
| Copa de Polonia | Wisła Cracovia | Polonia | 2024 |